# مونيا كبير
مونيا كبير (الاسم العلمي: Lonchura grandis) (بالإنجليزية: Grand Munia)‏ هو نوع من الطيور تتبع جنس المونيا من فصيلة شمعية المنقار. يتواجد هذا النوع من الطيور في بابوا الغربية وإندونيسيا وبابوا غينيا الجديدة. ويتواجد في موائل الأراضي الرطبة. يتم تقييم حالة النوع لهذا الطائر بغير مهدد.